# Agonita lohita
Agonita lohita là một loài bọ cánh cứng trong họ Chrysomelidae. Loài này được Basu miêu tả khoa học năm 1999.